# Marian Rejewski
Marian Adam Rejewski, född 16 augusti 1905 i Bromberg, död 13 februari 1980 i Warszawa, polsk matematiker och kryptolog.
År 1932 knäckte Rejewski med hjälp av sina kollegor Jerzy Różycki och Henryk Zygalski det välkända Enigmakryptot, huvudsakligen använt av Tyskland före och under andra världskriget. Rejewskis forskning överlämnades så småningom till britterna, eftersom det krigssargade Polen inte hade ekonomiska resurser att bygga de så kallade "bomber", en enklare slags mekaniska datorer, som erfordrades för kryptoanalysen. Britterna, under ledning av Alan Turing, vidareutvecklade Rejewskis idéer, bland annat genom konstruktionen av större och kraftfullare mekaniska datorer, "bombes".